# Antonín Nič
Antonín Nič (22. listopadu 1905 Vamberk, Rakousko-Uhersko - ?) byl československý zápasník a trenér věnující se oběma stylům, držitel stříbrné a dvou bronzových medailí z mistrovství Evropy v zápase řecko-římském.

## Dětství a zápasnické začátky
Narodil se ve Vamberku, ovšem dětství prožil s rodiči v Lukavicích na Rychnovsku, kde jeho otec získal místo v místní tkalcovské továrně.
Vyučil se číšníkem v Piskáčkově restauraci Na příkopech v Praze. Tam si ho také všiml jistý pan Hetzer, velký fanoušek zápasu, a zařídil mu vstup do klubu KA Žižka.
Zde brzy začal dosahovat významných úspěchů a v roce 1925 získal svůj první titul Mistra Československa. Vynikal precizní technikou a vytrvalostí. Byl totiž i výborným atletem. Obsazoval pravidelně přední místa v běžeckých závodech. V Kralupech byl druhý za Hronem z Vysokých škol a ve Veleslavíne čtvrtý za předními vytrvalci Sparty a Slávie.

## Aktivní kariéra
Vojenskou službu strávil v Rimavské Sobotě, kde obnovil místní zápasnický klub a dále trénoval. Po skončení se vrátil do Prahy. V roce 1929 opět ovládl domácí šampionát a 3x porazil v nominačních závodech na Mistrovství Evropy v Dortmundu stříbrného olympionika Maudra. Na tomto mistrovství vybojoval bronz.
Ve třicátých letech přidal dalších 8 titulů Mistra republiky v řecko-římském a 3 ve volném stylu, za což si vysloužil přezdívku král bantamu. V roce 1935 pak vybojoval druhou medaili z Mistrovství Evropy, tentokrát stříbrnou. No toto mistrovství odcestovali čtyři naši reprezentanti, ovšem z důvodu finanční krize bez trenéra, takže Nič zastával i funkci vedoucího výpravy.
Neúspěchem skončili Olympijské hry v roce 1936 v Berlíně, kdes startoval ve váze do 56 kg . Nominoval se jak v řecko-římském, tak ve volném stylu ovšem bylo rozhodnuto, že bude startovat ve svém slabší disciplíně tedy ve volném stylu a neuspěl. Výkonnost v klasickém stylu prokázal i o rok později, kdy na Mistrovství Evropy v Paříži získal bronz.

## Trenérská činnost
Po druhé světové válce se začal intenzivně věnovat trenérské práci. Stal se trenérem z povolání a působil nejprve v Sokole Vinohrady, krátce v Jihlavě a až do své smrti ve Slavoji Vyšehrad, kde spolupracoval i Evženem Fleischmannem, dalším dlouholetým reprezentantem. Získal titul Mistr sportu